# 東北官話
東北官話（とうほくかんわ）は、中国語の方言で、官話方言（北方方言）の中の華北東北方言に含まれる。東北官話と北京官話を合わせて北方官話と呼ぶべきとする学者もいる。
満洲（中国東北部）の黒竜江省、吉林省、遼寧省の大部分の地区、内モンゴルの一部の地区のあわせて172市県旗で使用されている。満洲の中国語の全てが東北官話であるというわけではなく、遼寧省南部の大連から丹東一帯の方言は、「膠遼官話」に分類され、山東省の人々が「闖関東」と呼ばれる人口移動現象で大勢満洲に来たので、その東部の青島・煙台などと似た方言として分類されるようになっている。
中国語言地図集の調査によれば、1988年中国大陸の東北官話使用者は8200万人となっており、人口増加を考慮すると2005年7月現在の大陸での東北官話使用者は9772万人と推定される。

## 下位分類
- 吉瀋片 - 遼寧省、吉林省、黒龍江省の54県市に分布。
  - 蛟寧小片
  - 通渓小片
  - 延吉小片
- 哈阜片 - 黒龍江省、吉林省、内モンゴル自治区東部の65県市に分布。
  - 肇扶小片
  - 長錦小片
- 黒松片 - 主に黒龍江省と内モンゴル自治区の一部の57県市に分布。
  - 嫩克小片
  - 佳富小片
  - 站話小片

## 特徴
- 東北官話の大部分の地区ではʐの声母（漢語拼音のr）がなく、普通話の[ʐ]が東北官話では消失する。このため、北京語では区別している“如”（rú）と“魚”(yú)、 "柔"（róu）と“油”（yóu）、 "人"（rén）と“銀”（yín）、“軟”（ruǎn）と“遠”（yuǎn）などを東北のいくつかの地域では区別できない。
- 声調は北京語に近いが陰平が北京語と比べて低い。
- 児化現象が頻繁に起きる。
- そり舌音と歯茎音はよく混同されるが発音し分ける地域もある。
- 抑揚が強くリズミカルな方言である。

## 歴史
歴史上、満洲の中国語は主に河北や山東などの移民の言葉が現地の満洲語、モンゴル語の影響を受けて形成されたものである。東北話には地方独特の訛りと語彙がある。多くの満洲語の語彙と少しの古い漢語の語彙を保存しており、日本語、朝鮮語、ロシア語の語彙も見られる。

## 参考項目
- 中国語
- 官話
- 膠遼官話
- 北京語・北京官話
- 冀魯官話
- 西南官話
- 闖関東